# Carphina
Carphina is een kevergeslacht uit de familie van de boktorren (Cerambycidae). De wetenschappelijke naam van het geslacht werd voor het eerst geldig gepubliceerd in 1872 door Bates.

## Soorten
Carphina omvat de volgende soorten:
- Carphina arcifera Bates, 1872
- Carphina assula (Bates, 1864)
- Carphina cerdai Audureau, 2013
- Carphina elliptica (Germar, 1824)
- Carphina ligneola (Bates, 1865)
- Carphina lignicolor (Bates, 1865)
- Carphina melanura Monné M. A. & Monné M. L., 2007
- Carphina occulta Monné, 1990
- Carphina petulans (Kirsch, 1875)
- Carphina sigillata Monné, 1985